# Химзаводская (станция)
Станция Химзаводская — грузовая железнодорожная станция в черте города Тольятти (Самарская область) на территории Центрального района.
Станция Химзаводская предназначена для отправки грузов и получения сырья для химических предприятий Тольятти, расположенных в промышленной зоне Центрального района города: «КуйбышевАзот», «КуйбышевФосфор», «ТольяттиАзот», «Тольяттикаучук».

## Перевозки
По станции «Химзаводская» без остановки на ней проходят пассажирские поезда: № 65/66 «Тольятти — Москва», № 667/668 «Саратов — Тольятти», № 347/348 «Уфа — Санкт-Петербург» (ваг.), № 113/114 «Ульяновск — Челябинск» (ваг.).